# Šídlo modré
Šídlo modré (Aeshna cyanea) je jeden z největších druhů vážek v Česku.

## Vzhled
Je dlouhé až 8 cm. Rozpětí křídel dosahuje až 11 cm. Samec od samice se odlišuje tak, že zatímco samci mají na sobě jak zelené, tak i modré skvrny, tak samice mají jen zelené skvrny. Zbytek těla je černý, stejně tak i končetiny. Délka larvy je až 4,8 cm, má hnědou barvu.

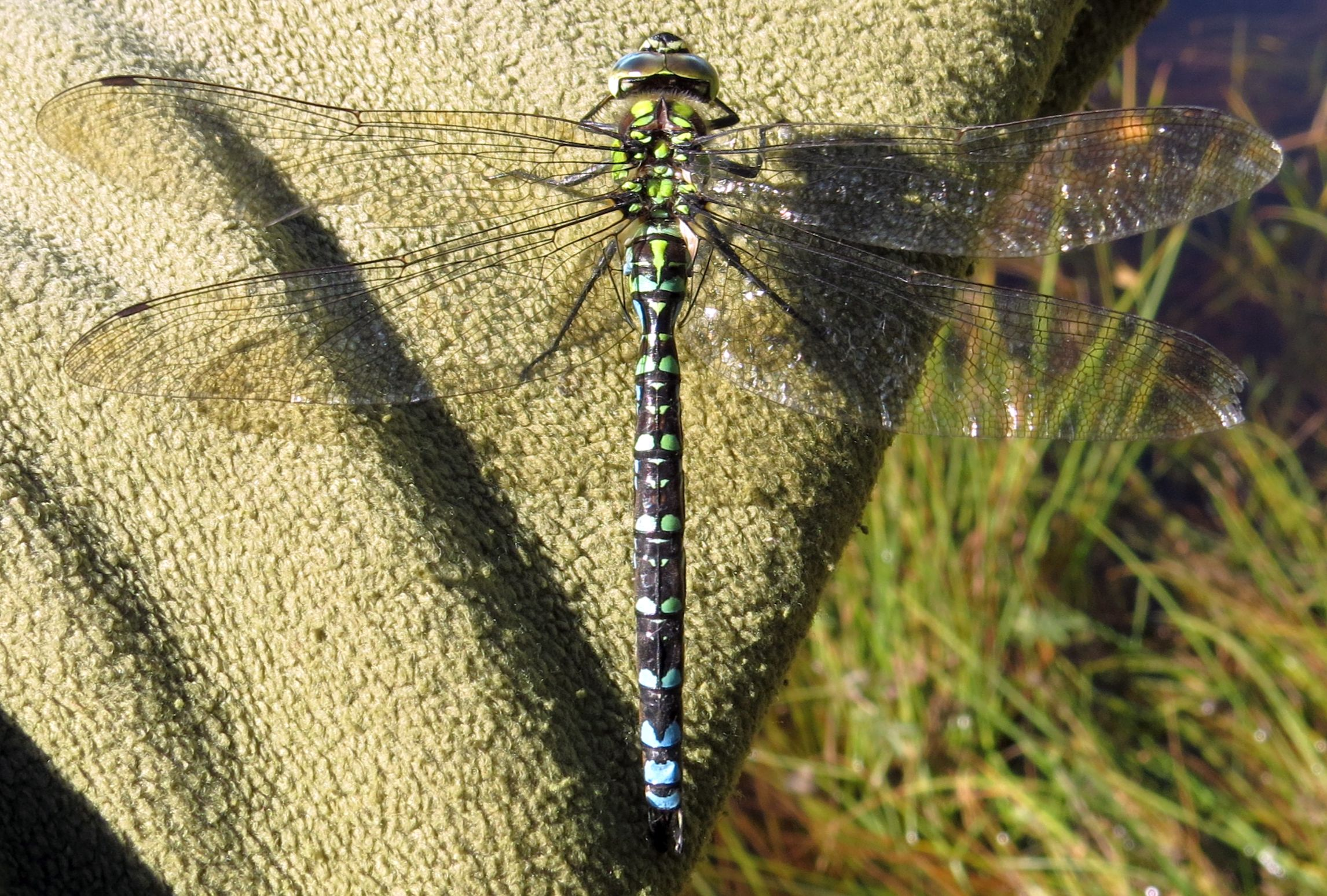
Samec
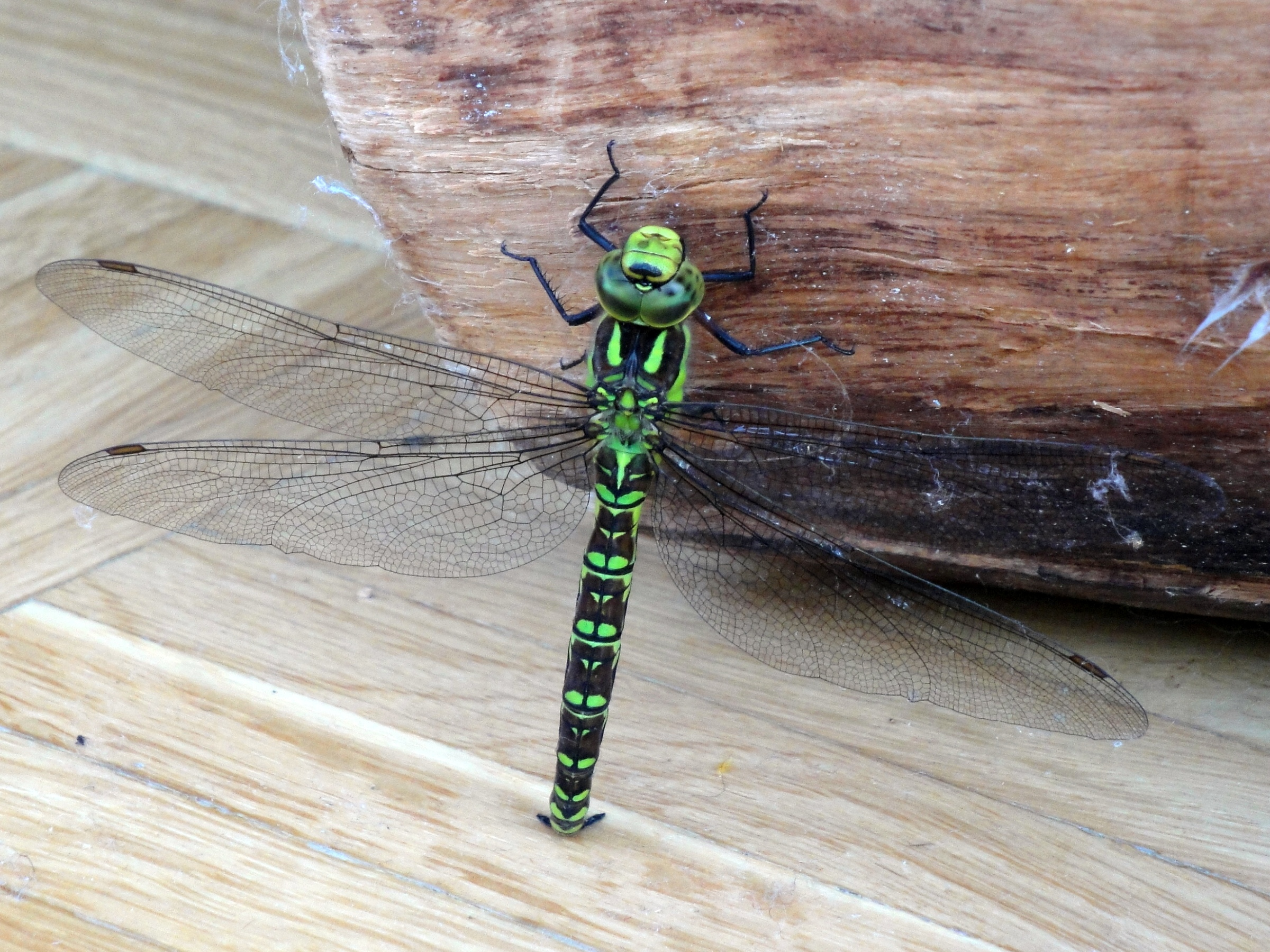
Samice
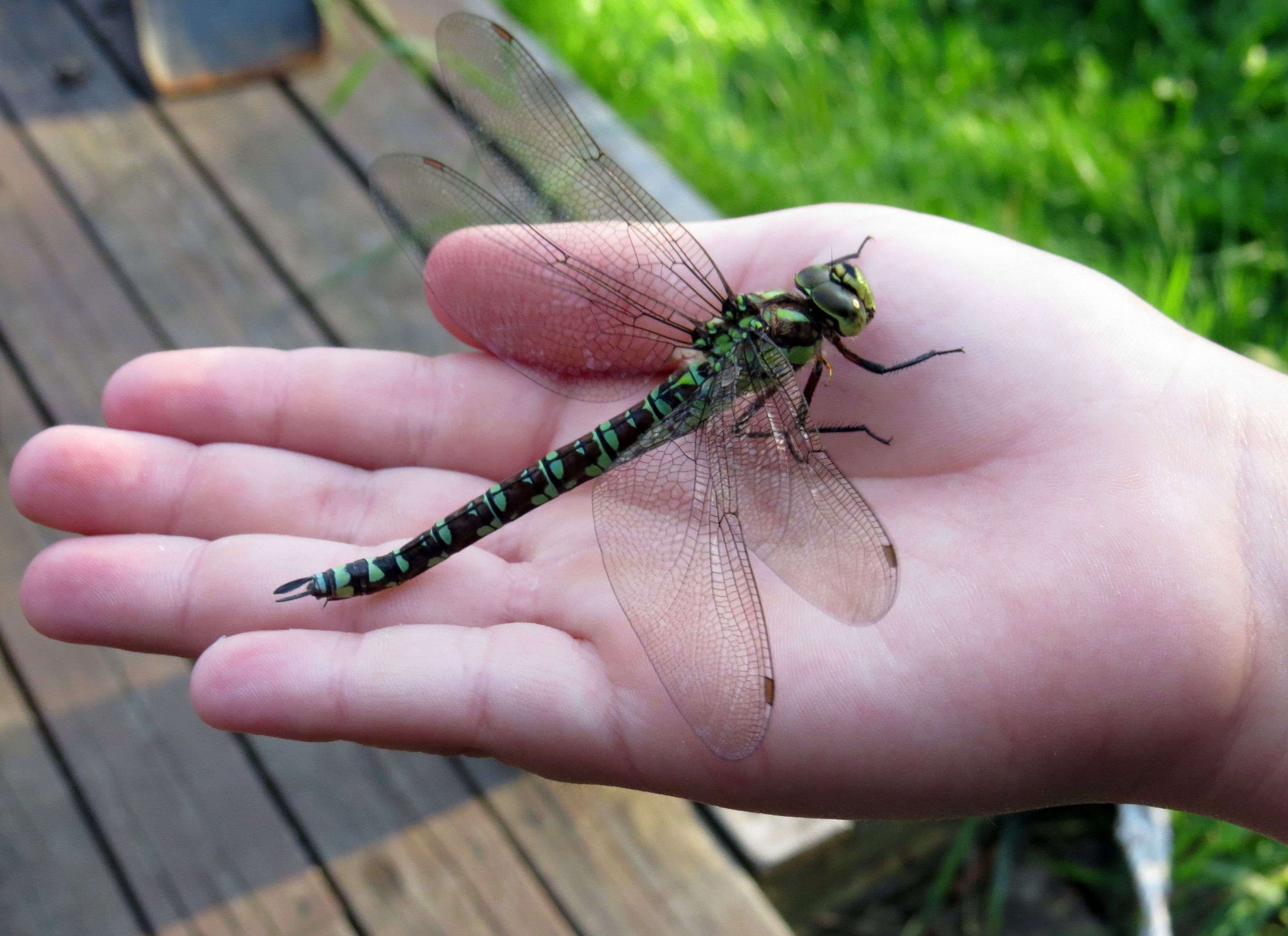
Samice
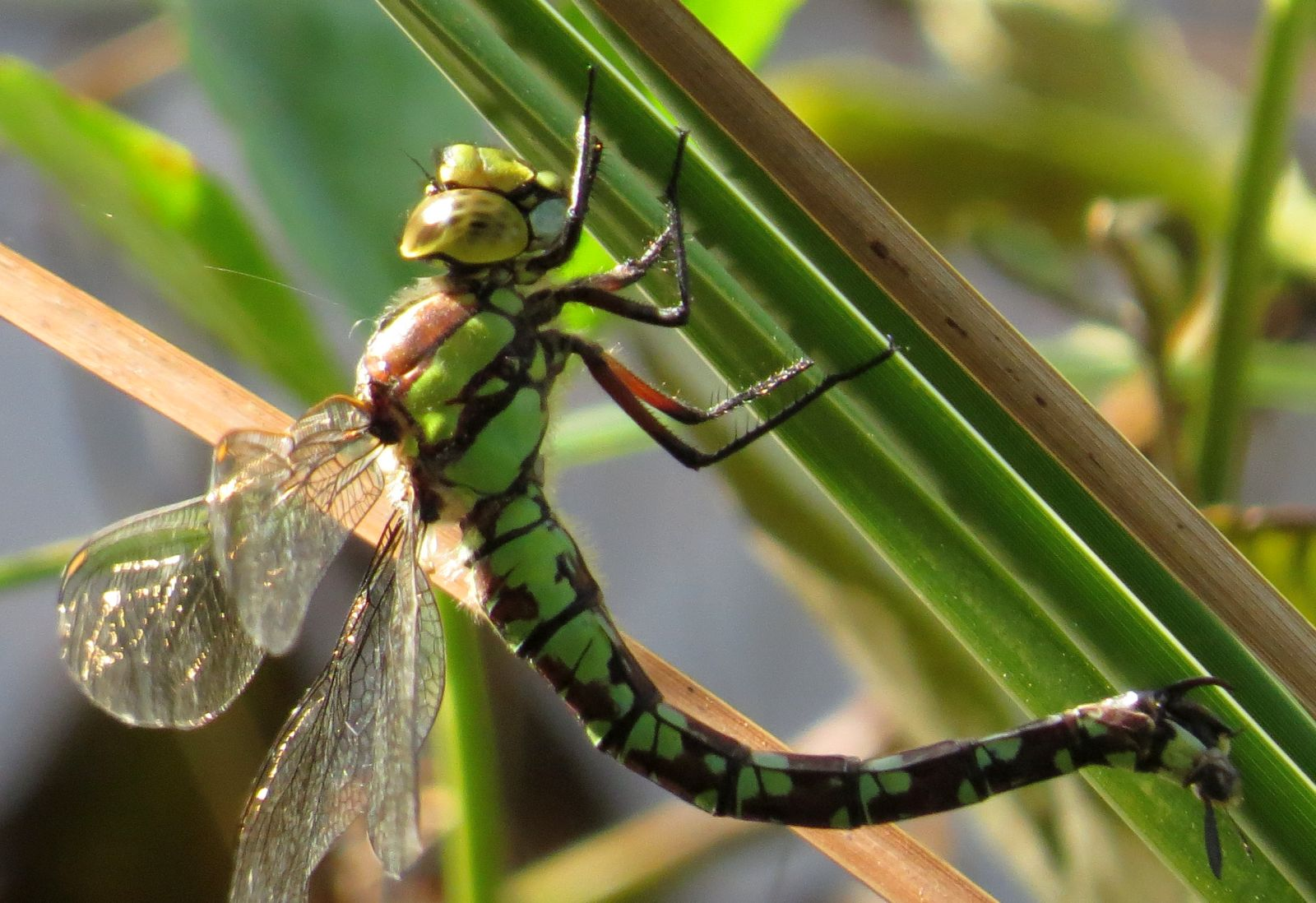
Samička klade vajíčka
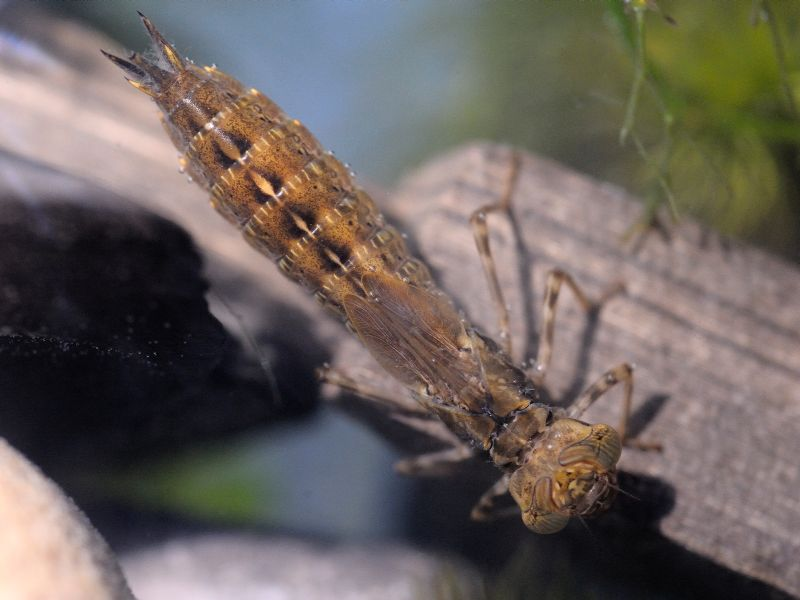
Larva
- Samice žere vosu

## Výskyt
Vyskytuje se v Evropě, larvy se vyskytují ve vodě, přednost dávají těm stojatým. Dospělci se mohou objevovat i velmi daleko od vodních ploch. Dospělci se vyskytují mezi červnem až listopadem.

## Život
Po celý život jsou masožravé, larvy loví i rybí potěr a pulce, dospělci zase loví za letu ostatní hmyz. Proměna je nedokonalá. Než se larva vyvine v dospělého jedince, tak to trvá 2 roky a dospělci žijí dalších několik měsíců.